# Cribraria
Cribraria ist eine Gattung von Schleimpilzen aus der Gruppe der Myxogastria. Sie umfasst rund 30 Arten, die teils ausgesprochen schwer zu unterscheiden sind.

## Merkmale
Die Fruchtkörper sind in der Regel gestielte, meist runde bis birnenförmige, selten ellipsoide oder umgekehrt eiförmige Sporangien, nur im Falle von Cribraria argillacea sind sie ungestielt und aethalienartig.
Das Peridium ist auf eine feine netzartige Struktur reduziert, die mehr oder weniger klar in Knotenpunkte und verbindende Fäden geschieden werden können, meist ist auch ein Calyculus vorhanden, der jedoch auch auf strahlenförmig vom Ansatz aus verlaufende Rippen reduziert sein kann. Auf den reduzierten Peridien sowie meist auch auf den Sporen finden sich dictydine Körnchen.

## Verbreitung
Die Gattung ist weltweit verbreitet, rund zwei Drittel der Arten sind allerdings neotropisch. Viele ihrer Arten sind in den jeweiligen Verbreitungsgebieten häufig.

## Systematik und Forschungsgeschichte
Die Gattung wurde 1794 von Christiaan Hendrik Persoon erstbeschrieben, Typusart ist Cribraria rufescens.
Die Gattung umfasst mindestens 30 Arten, darunter:
- Cribraria rufescens
- Cribraria aurantiaca
- Cribraria purpurea
- Cribraria violacea
- Cribraria argillacea

## Nachweise
1. 1 2 3 4  Marie L. Farr: Myxomycetes. In: Flora Neotropica. Band 16. The New York Botanical Garden, New York 1976, ISBN 0-89327-009-1, S. 101.
2. ↑  Michael J. Dykstra, Harold W. Keller: Mycetozoa In: John J. Lee, G. F. Leedale, P. Bradbury (Hrsg.): An Illustrated Guide to the Protozoa. Band 2. Allen, Lawrence 2000, ISBN 1-891276-23-9, S. 977 (englisch).